# Rolando Costa
José Rolando Costa Ardúz (La Paz, Bolivia; 1 de agosto de 1932  - La Paz, 13 de noviembre de 2024) fue un médico y escritor boliviano. Fue el prefecto del Departamento de La Paz desde el 31 de agosto de 2005 hasta el 13 de septiembre de 2005 durante el gobierno del presidente Eduardo Rodríguez Veltzé. Fue también vocal en calidad de delegado representante presidencial en la extinta Corte Nacional Electoral (actualmente denominado Tribunal Supremo Electoral) desde el 1 de febrero de 1997 hasta el 1 de febrero de 2001.

## Biografía
Hijo del bibliógrafo e historiador Arturo Costa de la Torre, comenzó sus estudios escolares en 1938, saliendo bachiller el año 1950 en su ciudad natal.
Durante la dictadura de Hugo Bánzer fue perseguido y exiliado.
El 17 de febrero de 1997, con 65 años de edad, fue nombrado vocal de la entonces Corte Nacional Electoral por el presidente Gonzalo Sánchez de Lozada en calidad de delegado representante presidencial, mediante decreto supremo 24381. 

### Prefecto del Departamento de La Paz (2005)
El 31 de agosto de 2005, el presidente de Bolivia Eduardo Rodríguez Veltzé lo designó de 73 años de edad como el nuevo prefecto del Departamento de La Paz mediante Decreto Supremo 28319. Ocupó el cargo durante 2 semanas, siendo reemplazado el 13 de septiembre de 2005.

## Distinciones
El 23 de marzo de 2017, la Cámara de Senadores de Bolivia decidió entregar una Declaración Camaral, reconociendo a Costa por su invalorable contribución a la cultura, investigación científica y médica en Bolivia; además de su valioso aporte a la educación universitaria en la formación de profesionales médicos, odontólogos y abogados bolivianos y extranjeros.
El 10 de noviembre de 2017, la Cámara de Senadores de Bolivia lo condecoró con la medalla Franz Tamayo.

## Publicaciones
Durante su larga trayectoria aportó a la investigación de la medicina en Bolivia. Escribió y publicó más de 56 libros que recopilan la historia de la medicina en Bolivia desde 1825 hasta la actualidad. Entre los varios libros que escribió, se encuentran los siguientes:
- Historia de la Medicina Legal en Bolivia
- Testimonio Kallawaya del Siglo XVIII
- Desarrollo electoral en Bolivia
- Historia de la Municipalidad en La Paz
- Panorama del periodismo médico en La Paz